# Glyphodes caeruleiceps
Glyphodes caeruleiceps is een vlinder uit de familie van de grasmotten (Crambidae), uit de onderfamilie van de Spilomelinae. De wetenschappelijke naam van deze soort is voor het eerst voorgesteld door George Francis Hampson in een publicatie uit 1912. De spanwijdte bedraagt 26 tot 30 millimeter.
De soort komt voor in Papoea-Nieuw-Guinea en is voor het eerst aangetroffen op Mount Kebea.